# Jaskinia w Siesławicach
Jaskinia w Siesławicach – jaskinia na terenie Niecki Nidziańskiej. Ma cztery otwory wejściowe położone na południe od wsi Siesławice (Niecka Solecka), na wysokościach 213 i 215 m n.p.m. Długość jaskini wynosi 21 metrów, a jej deniwelacja 5 metrów.

## Opis jaskini
Jaskinię stanowi częściowo zalany wodą, obszerny, 15-metrowy korytarz zaczynający się w dużym otworze wejściowym położonym w wertepie, a kończący dwoma niewielkimi otworami wejściowymi. 10 metrów od głównego otworu (w wertepie) znajduje się jedyne suche miejsce w jaskini (w kształcie wysepki) oraz czwarty otwór wejściowy do którego prowadzi kominek w stropie korytarza. Końcowy fragment korytarza jest całkowicie zalany wodą.

## Przyroda
W jaskini brak jest nacieków. Zamieszkują ją żaby zielone, żaby brunatne i piżmaki. Bywają w niej lisy.

## Historia odkryć
Jaskinia była znana od dawna. Pierwszy jej opis i plan sporządził Kazimierz Kowalski w 1954 roku.